# Ealand
Ealand är en by i North Lincolnshire, Lincolnshire i England. Byn är belägen 44,3 km 
från Lincoln. Orten har 930 invånare (2016).